# 旭苿出版有限公司
旭苿出版有限公司（除牌時8137.HK）（Jessica Publications Limited） ，由2000年由吳旭苿小姐創立，當時資產《旭茉 JESSICACode》及《Lisa 味道》雙周刊，後來被洪橋資本有限公司收購，由洪橋集團取代上市，原因是印刷成本不斷上漲，長期虧損。
在2002年1月8日於香港交易所創業板上市。

## 連結
- 洪橋集團
- jessica旭苿雜誌